# Дарко Панчев
Дарко Панчев е бивш югославски и македонски футболист, национал. Носител на Златната обувка за 1991 г.

## Клубна кариера
Неговата кариера започва във Вардар Скопие, а през 1988 г. преминава в Цървена звезда, където прекарва 4 години, в които вкарва внушителните 94 гола в 91 мача и печели Купата на Европейските шампиони (КЕШ) и Междуконтиненталната Купа – и двете през 1991 г.
В края на 80-те години на миналия век Дарко Панчев е признат за един от най-добрите нападатели в целия свят, доказвайки го с вкараните 94 гола в 91 мача. Панчев вкарва и победоносната дузпа на финала за КЕШ през 1991 г. срещу Олимпик Марсилия, която носи най-голямото постижение на Цървена звезда в клубната история.
През сезон 1990-1991 Дарко Панчев е футболистът с най-много вкарани голове – 34 гола в един сезон изобщо в цяла Европа и трябва да получи приза си Златна обувка на списанието Франс Футбол. Списанието обаче отказва да му я връчи и 15 години по-късно на церемония в Скопие на 3 ноември 2006 г. в присъствието на Мишел Платини, Драган Стойкович и Драган Джаич, наградата му най-накрая е връчена.
През 1992 г. Дарко Панчев преминава в италианския Интер, където обаче не успява да се наложи през 3-те прекарани години там, записвайки едва 12 мача и вкарвайки 2 гола. През 1994 г. е даден под наем на Лайпциг, където записва 10 мача и 2 гола. През сезон 1994-1995 се връща в Интер, където записва едва 7 мача и вкарва 2 гола. През сезон 1995-1996 играе за Фортуна Дюселдорф.
Завършва кариерата си през 1997 г. в швейцарския Сион. Към момента работи в Македонската футболна федерация.

## Национален отбор
Панчев взима участие на Световното първенство в Италия през 1990 г. и вкарва два гола при победата на Югославия над ОАЕ с 4:1. Това е единственият национален турнир, на който участва Дарко Панчев. На ЕВРО 92 Югославия не е допусната до участие заради тогавашната война в Босна и Херцеговина. В квалификациите Дарко Панчев вкарва 8 гола. Общо записва 27 мача и 17 гола за Югославия.
След разпадането на Югославия Дарко Панчев продължава да играе за националния отбор на Македония и се превръща в звезда на тима. Панчев обаче изиграва само 6 срещи за Македония.